# معتمدية شربان
معتمدية شربان إحدى معتمديات الجمهورية التونسية، تابعة لولاية المهدية.

### مواضيع ذات علاقة
- ولاية المهدية.